# Coptosia sancta
Coptosia sancta är en skalbaggsart som först beskrevs av Reiche 1877.  Coptosia sancta ingår i släktet Coptosia och familjen långhorningar. Inga underarter finns listade i Catalogue of Life.